# Marián Skupek
Marián Skupek, född 12 juli 2001, är en slovakisk rodelåkare.

## Karriär
Skupek tävlade för Slovakien vid olympiska vinterspelen 2022 i Peking, där han slutade på 26:e plats i herrarnas singel.